# 三百錢

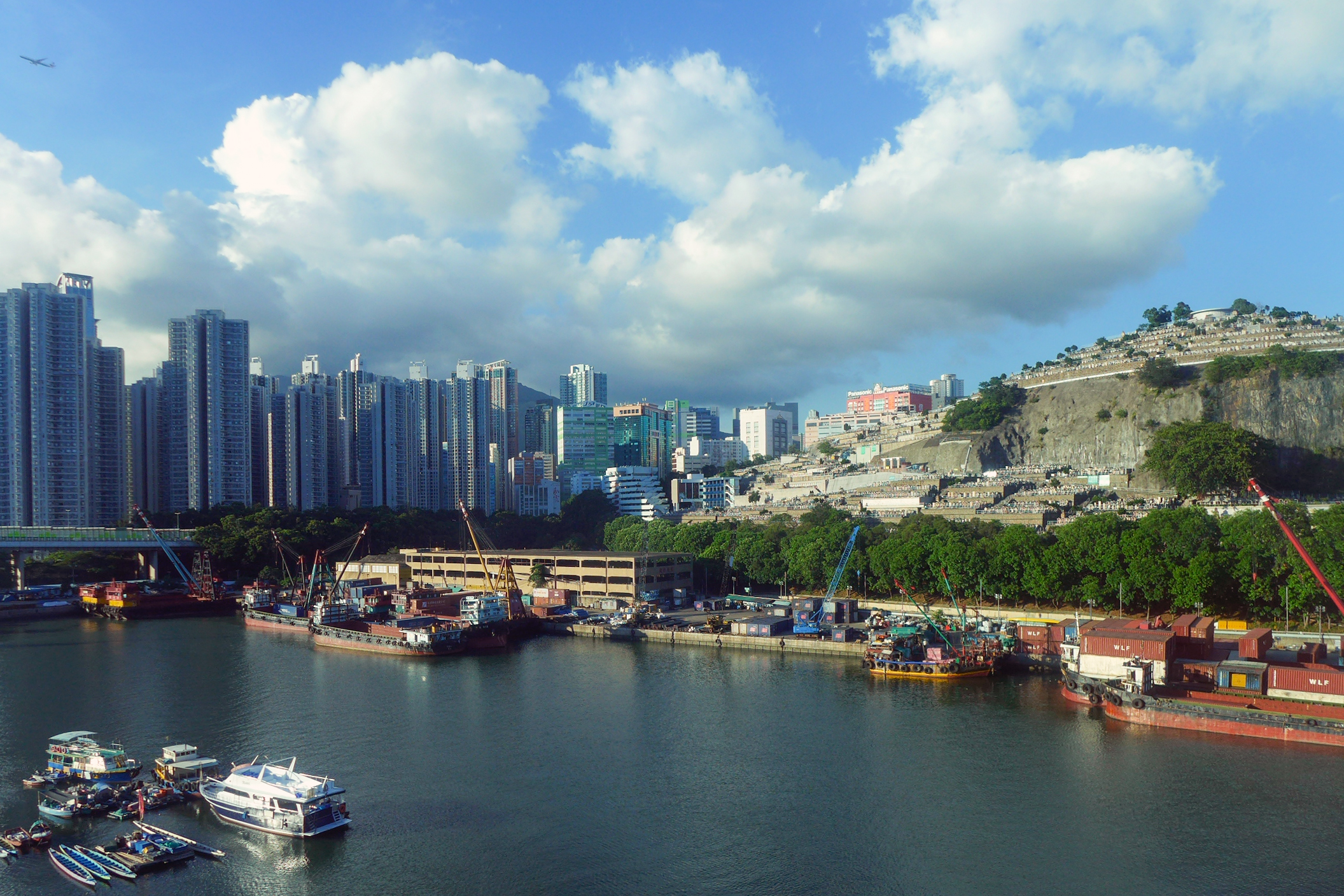
已全面作工業用途的三百錢海灣

三百錢（英語：Sam Pak Tsin）是香港新界葵涌一個海灣，位於海濱花園和永順街之間一帶。

## 歷史
三百錢是一個位於原德士古油庫和荃灣華人永遠墳場兩個山頭之間的小海灣，對出的藍巴勒海峽是港九連接新界和珠江三角洲的重要航道。在海灣內，過去被木廠用作儲存木材，灣內浮着一排排的木材。三百錢岸邊有小石灘，岸上有十數間村屋和小量農田，可分為上下兩村。
三百錢由租自荃灣鍾姓人的謝氏居住。南華早報始創人之一謝纘泰曾在1915年購入一座兩層西式別墅，作為「中華革命歷史院」內有孫中山及楊衢雲的巨像，並命名為光漢樓。1930 年代，轉售給香港基督教女青年會作為營舍，惟於二戰時被摧毁。
1960年代，香港政府發展荃灣新市鎮，需在荃灣對出海面填海。為安置原停泊於荃灣的漁船，三百錢和以南的海灣被闢作避風塘，工程於1965年完成，避風塘使用至今。
1970年代中，三百錢岸上的平整工程展開。村民需徒置到荃灣和葵涌區的公共房屋，地皮後來成為青荃橋的工地和作其他臨時用途。三百錢的自然海灣最終亦被填埋，1983年建成荃灣屠房。

## 外部連結
- 三百錢一帶歷史照片